# Stene (Ostenda)
Stene (fr. Steene, vls. Stène) – dzielnica (deelgemeente) miasta Ostenda w Belgii, w Regionie Flamandzkim, w prowincji Flandria Zachodnia, w okręgu Ostenda. 1 stycznia 2020 roku liczyła 15 734 mieszkańców. Do 31 grudnia 1970 samodzielna gmina.

## Demografia
Liczba mieszkańców, stan na 1 stycznia:
| Rok                | 1930 | 1961 | 2020   |
| ------------------ | ---- | ---- | ------ |
| Liczba mieszkańców | 4651 | 7113 | 15 734 |